# 卡利亞萬卡區
11°49′35″S 76°37′07″W / 11.8265°S 76.6186°W
卡利亞萬卡區（西班牙語：Distrito de Callahuanca），是秘魯的一個區，位於該國中南部利馬大區的瓦羅奇里省，始建於1957年4月12日，面積57.5平方公里，海拔高度1,761米，2005年人口619，人口密度每平方公里11人。